# Polyrhachis ternatae
Polyrhachis ternatae é uma espécie de formiga do gênero Polyrhachis, pertencente à subfamília Formicinae.